# Megantereon
O Megantereon é um gênero de felino pré-histórico da subfamília machairodontinae, que viveu na América do norte, Eurásia e África, e pode ter sido o antepassado do smilodon.

## Taxonomia e evolução
Foram encontrados fragmentos de fósseis na África, Eurásia e América do norte, os registros confirmados mais antigos do megantereon são da América do norte e datam de 4,5 milhões de anos. Fósseis de 3,5 Ma de idade também foram coletados no Quênia na África e de 2,5 milhões de anos na Ásia. No entanto, as descobertas recentes de fósseis fragmentados do Quênia e do Chade, possuem idade estimada em 5,7 e 7 milhões respectivamente e são provavelmente de megantereon. Se essas identificações forem confirmadas, elas representariam os fósseis mais antigos da espécie. As novas descobertas no entanto, indicam que o megantereon se originou durante o Mioceno tardio na África.
Portanto, o número real de espécie pode ser inferior aos da lista completa de espécies descritas apresentada abaixo:
- Megantereon cultridens (Cuvier, 1824) (espécie tipo)
- Megantereon ekidoit (Werdelin & Lewis, 2000)
- Megantereon hesperus (Gazin, 1993)
- Megantereon inexpectatus (Teilhard de Chardin, 1939)
- Megantereon microta (Zhu, 2015)
- Megantereon falconeri (Teilhard de Chardin & Piveteau, 1930)
- Megantereon vakhshensis (Sarapov, 1986)
- Megantereon whitei (Broom, 1937)

No final do Plioceno na América do norte, o megantereon evoluiu para o smilodon, enquanto que no velho mundo sobreviveu até o pleistoceno médio e se extinguiu sem deixar descendentes. Os restos mais novos de megantereon da África oriental são de cerca de 1,5 milhões de anos. No sul da África, o gênero é datado de 700.000 a 400.000 anos, enquanto que na Europa vestígios mostram que o megantereon viveu até 900.000 anos, na Ásia pode ter sobrevivido até 500.000 anos atrás. O único esqueleto completo da espécie foi encontrado em senéze na França.

## Descrição

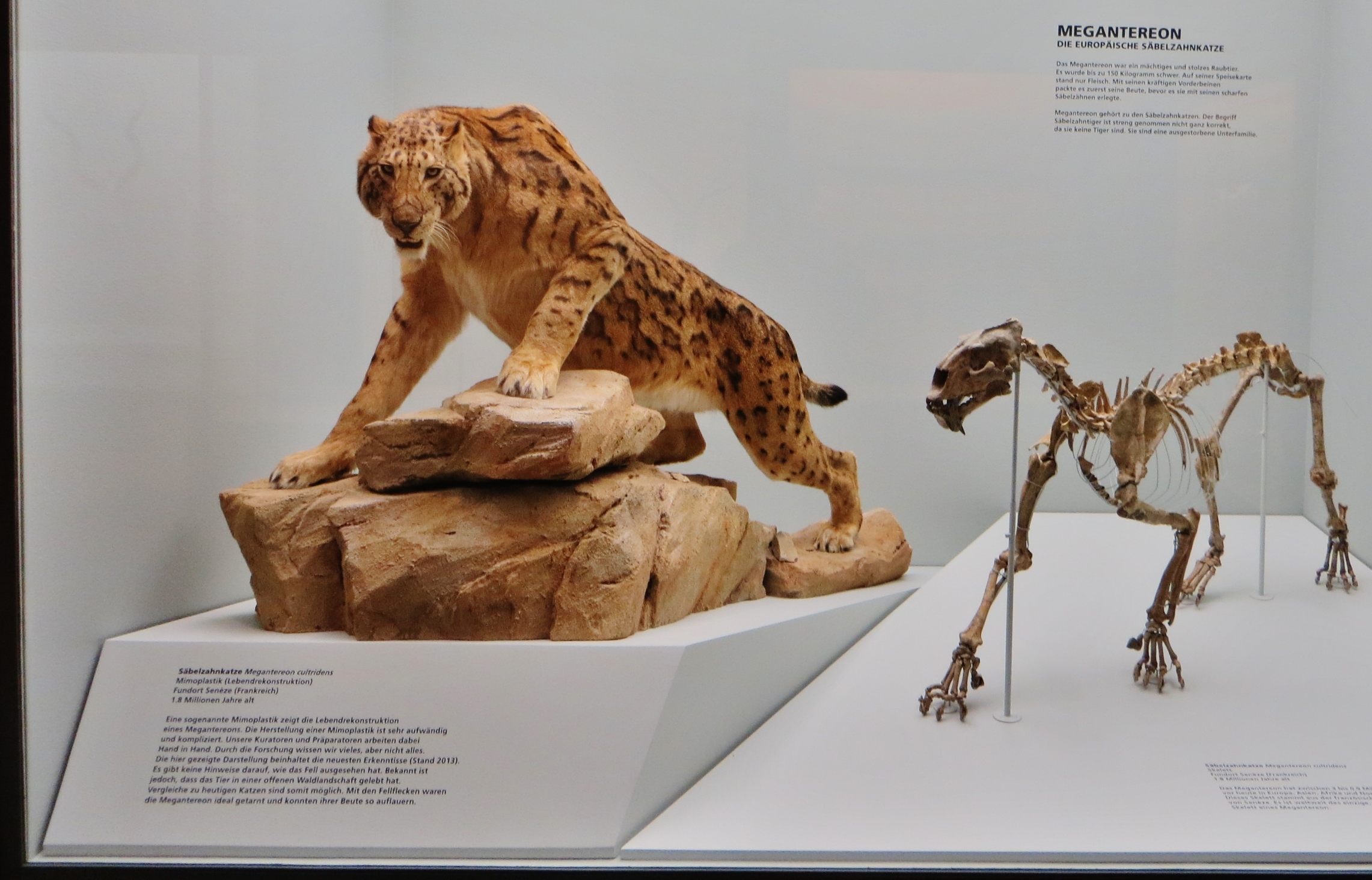
modelo da possível aparência do megantereon ao lado de um fóssil da espécie

O megantereon era um animal robusto e musculoso, semelhante a uma grande onça pintada moderna, mas era um pouco mais pesado. Ele possuía grandes músculos no pescoço, projetados para fornecer uma mordida poderosa, os caninos superiores alongados, eram protegidos por flanges, para impedir que se quebrassem, uma reconstrução feita com o único esqueleto completo encontrado da espécie, o colocou como tendo 72 cm de altura no ombro, os maiores espécimes, poderiam ter pesado entre 90 e 150 kg, com uma média de 120 kg, no entanto na áfrica eles eram muito menores, tendo apenas 60-70 kg, espécimes encontrado na Europa eram de fato os maiores de todos com 100-160 kg.

## Comportamento e ecologia

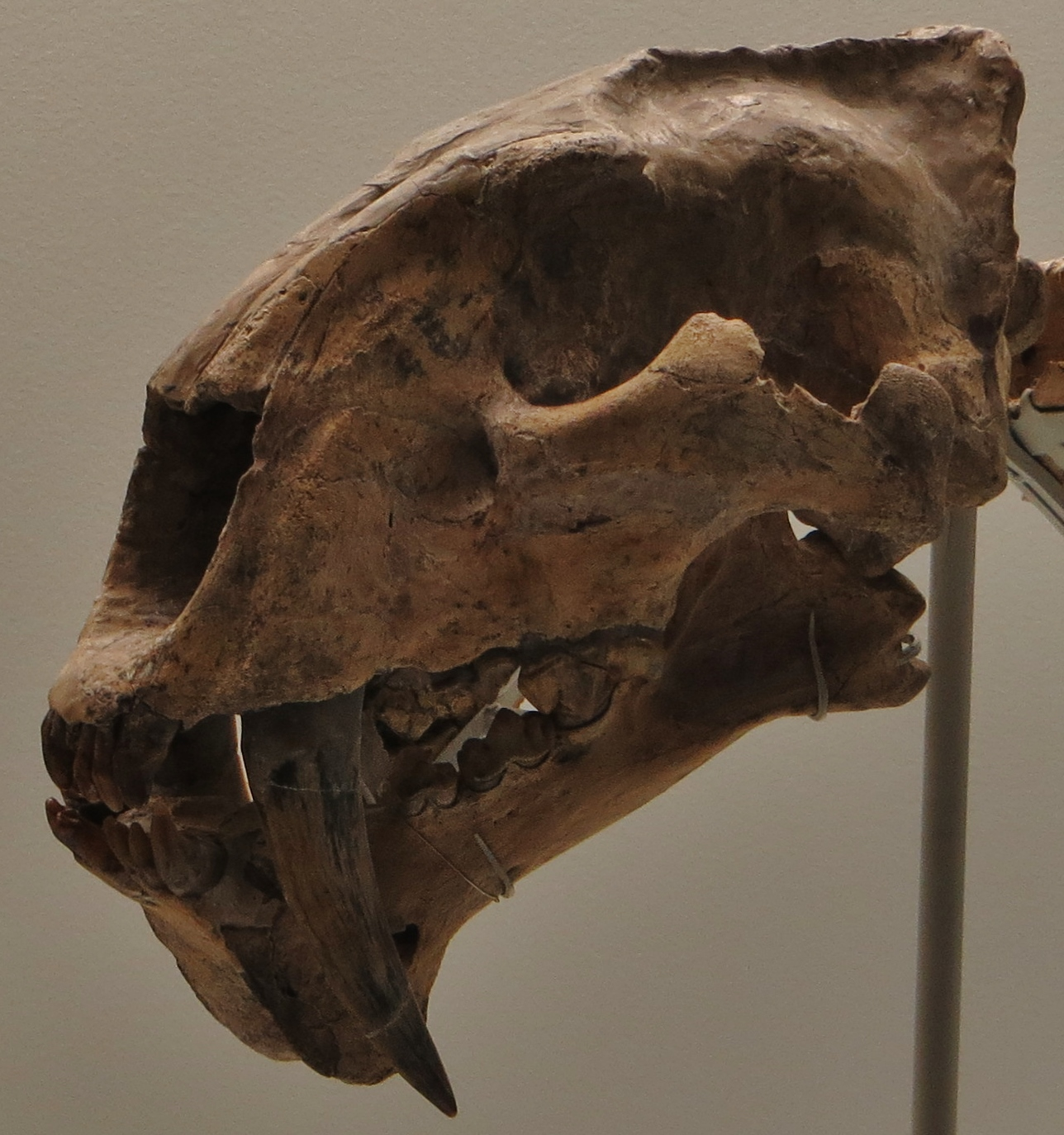
crânio de um megantereon

Na Europa, o megantereon provavelmente se alimentou de grandes artiodátilos, como cavalos, rinocerontes e elefantes jovens. Apesar de seu grande tamanho, ele provavelmente foi capaz de escalar árvores, ao contrario do smilodon que era muito maior e teria passado todo o seu tempo no chão. Além disso eles possuíam dentes carniceiros relativamente pequenos, indicando que era um caçador ativo e raramente se alimentava de carcaças de animais mortos, se alimentado de suas presas de forma tranquila, escondidos atrás de arbustos ou em cima das árvores, longe de potenciais rivais. Isso indica um padrão de vida semelhante ao de um leopardo moderno, e era provavelmente um predador solitário.
É improvável que o megantereon simplesmente morde-se sua presa com força, pois seus dentes eram frágeis e portanto não eram fortes o suficiente para deixar enterrado dentro do animal enquanto a presa se debatia: os dentes se quebrariam. É possível que eles mordessem a suas presas e em seguida as deixassem sangrar até a morte, mais então eles teriam que proteger sua caça de outros predadores e, portanto, sua tática de matar não era tão eficiente.
Agora, geralmente, pensa-se que o megantereon, assim como outros dentes de sabre, usou seus longos caninos para empregar uma mordida na garganta de suas presas, cortando a maior parte dos principais nervos e vasos sanguíneos, e para evitar danos aos seus dentes o megantereon provavelmente teria matado rapidamente suas presas.
Em Dmanisi, na Geórgia, a evidência de um crânio de Homo erectus no estomago de megantereon, sugerindo uma possível relação de predador e presa entre esses animais, e portanto uma interação do felino com os Hominídeos.